# Geheugeneffect

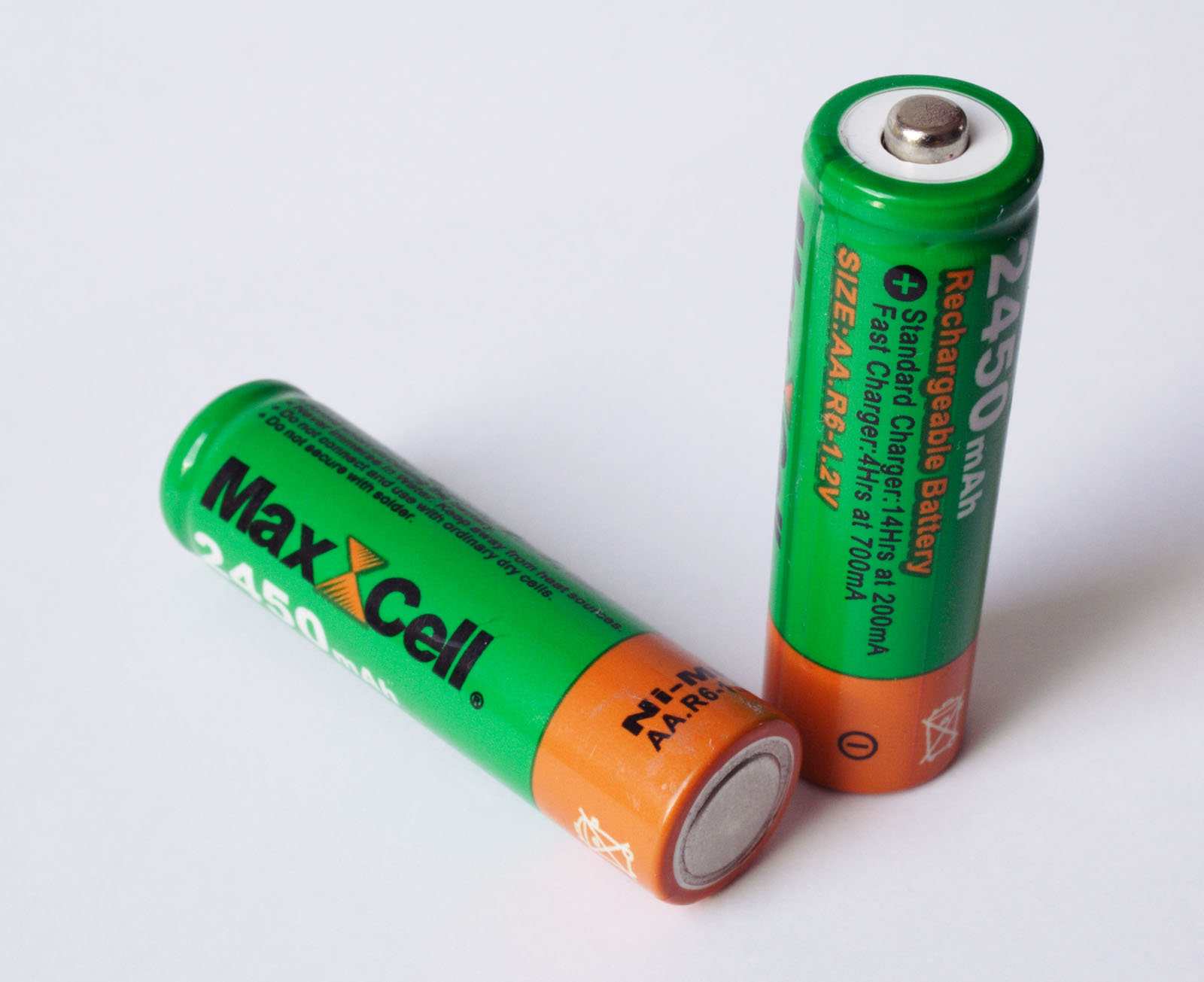
Twee oplaadbare NiMH batterijen

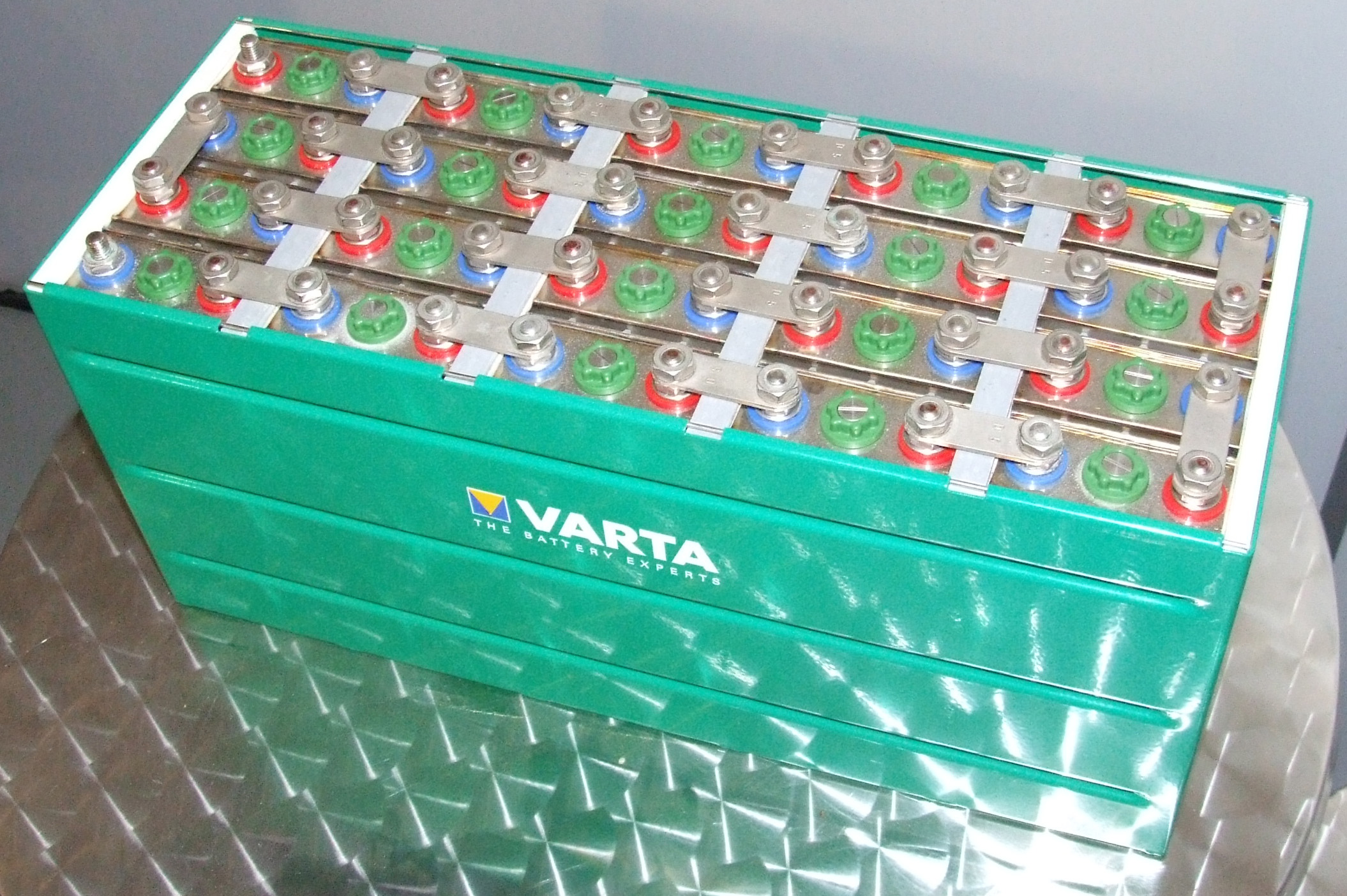
NiMH-accubatterij met 20 cellen

Het geheugeneffect bij oplaadbare batterijen is een verschijnsel waarbij de capaciteit van de batterij lager lijkt te worden.

## Het "echte" geheugeneffect
Het "echte" geheugeneffect treedt uitsluitend bij NiCd-cellen op als gevolg van vele malen ontladen tot exact hetzelfde ladingsniveau, gevolgd door volledig opladen. In de praktijk is dit uitsluitend in de jaren 1960 door ruimtevaartorganisatie NASA aangetoond bij gebruik in de ruimtevaart. Dit effect is zeer moeilijk te reproduceren en is zeer zeldzaam.

## Luie batterij
Een ander fenomeen (in het Engels aangeduid met voltage depression, teruglopende celspanning of lazy battery effect, luie-batterij-effect) heeft ook schijnbare capaciteitsvermindering van cellen tot gevolg; oorzaak is te lang opladen. De celspanning is dan bij dezelfde restlading lager dan zij hoort te zijn; apparatuur die de batterijspanning meet zal daarom al uitschakelen voordat de cel leeg is, vanwege de te lage spanning. De gebruiker zal dan concluderen dat de capaciteit van de cel is verminderd.
Dit kan ongedaan worden gemaakt door individuele cellen te ontladen tot 1 volt. Verder ontladen is zinloos en verkort de levensduur van de cel, zeker bij spanningen onder 0,6 volt. Bij ontladen van samengestelde accubatterijen (die dus uit meer dan 1 cel bestaan) kan nog makkelijker beschadiging optreden: de cellen zijn in de praktijk niet helemaal gelijk, er zal altijd 1 cel als eerste leeg zijn en die kan bij voortgezet ontladen zelfs "omgekeerd" worden opgeladen (omgepoold) en beschadigd raken, voordat de totale spanning onder 1 volt per cel komt. De levensduur kan daardoor teruglopen tot enkele laad/ontlaadcyclussen waarna de hele accubatterij onbruikbaar is. Li-Ioncellen zijn hier veel slechter tegen bestand dan NiCd- en NiMH-cellen; dat is de reden dat bij veel toepassingen van Li-ioncellen de oplaad-elektronica elke individuele cel in de gaten houdt. NiMH-cellen zijn gevoeliger voor te ver ontladen dan NiCd-cellen.
Verminderde prestaties van oplaadbare batterijen worden vaak toegeschreven aan dit effect, en daarbij wordt dan wel vermeld hoe dit te verhelpen (door ontladen, wat echter ook nadelig kan zijn), maar niet hoe het te voorkomen is (namelijk niet te ver opladen).

## Oorzaken van capaciteitsvermindering
Verminderde prestaties van oplaadbare cellen worden in het algemeen niet veroorzaakt door het geheugeneffect maar door:
- bij het laden (bij gebruik van goede batterijladers treden deze oorzaken niet op):
  - te ver/te lang opladen
  - te hoge temperaturen
  - te snel opladen (te hoge laadstroom)
- bij het gebruik:
  - te ver ontladen (hetgeen wel wordt gedaan om het geheugeneffect teniet te doen)
  - zeer lage gebruikstemperaturen
  - te zwaar belasten (te veel stroom trekken)
  - normale veroudering

Indien batterijen op de juiste wijze worden opgeladen en gebruikt, en niet te ver worden ontladen, zullen geheugeneffect en voltage depression niet optreden.